# Iasmin Latovlevici
Iasmin Latovlevici (* 11. Mai 1986 in Moldova Nouă, Kreis Caraș-Severin) ist ein rumänischer Fußballspieler. Er stand zuletzt bei Petrolul Ploiești unter Vertrag.

## Karriere

### Verein
Latovlevicis Karriere begann im Jahr 2005, als er nach seiner Jugendzeit bei verschiedenen kleineren Vereinen Timișoaras einen Vertrag beim FC Timișoara unterschrieb. In der Hinrunde der Spielzeit 2005/06 wurde er aber zeitnah an den Lokalrivalen CFR Timișoara ausgeliehen. Nach seiner Rückkehr kam er zunächst kaum zum Einsatz in der Divizia A (heute Liga 1), sondern spielte zumeist in der zweiten Mannschaft des Vereins in der Divizia B (heute Liga 2). Erst in der Saison 2008/09 kam er öfter zum Einsatz, wurde jedoch erneut in die Spielzeit 2009/10 ausgeliehen und trat für Gloria Bistrița an. Im Sommer 2010 wechselte Latovlevici zu Steaua Bukarest. Dort gewann er mit dem Pokalsieg 2011 seinen ersten Titel. Zwei Jahre später folgte die Meisterschaft 2013. Diesen Erfolg konnte er ein Jahr später wiederholen.
Zur Saison 2015/16 wechselte Latovlevici in die türkische Süper Lig zum Hauptstadtverein Gençlerbirliği Ankara. Nach einer Saison zog er innerhalb der Liga zum Aufsteiger Kardemir Karabükspor weiter. Am 8. September 2017 wechselte Latovlevici zu Galatasaray Istanbul.

### Nationalmannschaft
Ende Mai 2011 wurde Latovlevici von Nationaltrainer Răzvan Lucescu erstmals in den Kreis der rumänischen Nationalmannschaft berufen. Während einer Südamerikareise bestritt er am 7. Juni 2011 gegen Brasilien sein erstes Länderspiel. Nachdem er auch drei Tage später gegen Paraguay über die volle Distanz zum Einsatz gekommen war, wurde er für die anstehende EM-Qualifikation zwar berufen, zunächst aber nicht eingesetzt. Sein Pflichtspieldebüt hatte er am 11. Oktober 2011 gegen Albanien. In der Folgezeit stand Latovlevici regelmäßig im Kader, kam jedoch nur noch selten zum Zuge. Seinen vorerst letzten Einsatz hatte er am 14. November 2012 im Freundschaftsspiel gegen Belgien.
Im August 2013 kehrte Latovlevici in den Kreis der Nationalmannschaft zurück. Im Freundschaftsspiel gegen die Slowakei stand er in der Startformation und kam über die volle Spielzeit zum Einsatz. Im September 2013 gehörte er zwar dem Aufgebot Lucescus an, wurde jedoch nicht eingesetzt. Am 11. Oktober 2013 gehörte er zu jener Elf, die Andorra in dem WM-Qualifikationsspiel mit 4:0 schlagen konnte. Im abschließenden Relegationsspiel gegen Griechenland kam er am 19. November 2013 zu einem Kurzeinsatz. Dies blieb für fast drei Jahre sein letztes Länderspiel. Zwar gehörte er im Oktober 2014 und im September 2015 zum Aufgebot, wurde jedoch nicht eingesetzt. Erst unter dem neuen Nationaltrainer Christoph Daum kehrte Latovlevici im Oktober 2016 zurück. Beim 5:0-Sieg über Armenien am 8. Oktober 2016 kam er über 90 Minuten zum Einsatz. In den beiden folgenden WM-Qualifikationsspielen verzichtete Daum auf ihn. Erst im Freundschaftsspiel gegen Russland am 15. November 2016 lief er wieder auf.

## Erfolge/Titel

### FC Timișoara
- Rumänischer Vizemeister: 2008/09
- Rumänischer Pokal-Finalist: 2008/09

### Steaua Bukarest
- Rumänischer Meister (3): 2012/13, 2013/14, 2014/15
- Rumänischer Pokalsieger (2): 2010/11, 2014/15
- Rumänischer Supercup-Sieger: 2013
- Rumänischer Ligapokalsieger: 2015

### Galatasaray Istanbul
- Türkischer Meister: 2017/18

### CFR Cluj
- Rumänischer Meister: 2020/21
- Rumänischer Supercup-Sieger: 2020